# Хохлово (Смоленская область)
 Хо́хлово — деревня в Смоленской области России, в Смоленском районе. Расположена в западной части области в 16 км к юго-западу от г. Смоленска, у автодороги Р135 (Смоленск — Красный — Гусино).
Население — 593 жителя (2007 год). Административный центр Хохловского сельского поселения.

## Экономика и социальная инфраструктура
Средняя школа, врачебная амбулатория, библиотека (с 1905 года), лесничество, почта, сбербанк.

## Достопримечательности
- Скульптура на братской могиле 208 воинов Советской Армии, погибших в 1941—1943 гг.